# احمد السلمی
احمد السلمی (انگلیسی: Ahmed Al-Sulami؛ زادهٔ ۱۱ اوت ۱۹۸۳) یک ورزشکار اهل عربستان سعودی است.
از باشگاه‌هایی که در آن بازی کرده‌است می‌توان به باشگاه فوتبال الوحده عربستان سعودی و باشگاه فوتبال الحزم عربستان سعودی اشاره کرد.